# Рабин, Оскар Яковлевич
Оска́р Я́ковлевич Ра́бин (2 января 1928, Москва — 7 ноября 2018, Флоренция) — советский и французский художник, один из основателей неофициальной художественной группы «Лианозово». Один из организаторов «Бульдозерной выставки» (1974). Кавалер ордена Российской академии художеств «За служение искусству» (2013).

## Биография
Родился 2 января 1928 года в Москве в семье врачей, выпускников Цюрихского университета Якова Рахмиловича Рабина (родом из Украины) и Вероники Мартыновны Андерман (из Латвии). Отец умер, когда будущему художнику было 5 лет, мать — когда ему было 13 лет (1941). В начале сороковых жил в Трубниковском переулке (дом № 24, квартира 16), учился в художественной студии Евгения Кропивницкого, увлёкся романтизмом.
С 1946 по 1948 год учился в Рижской Академии художеств. В этот период придерживался строгого реалистического метода, много работал над натюрмортами. В Академии латышские студенты звали его «наш Репин». В 1948 году Сергей Герасимов принял Рабина на второй курс Московского государственного художественного института им. В. И. Сурикова. В 1949 году был исключён «за буржуазный формализм», после чего возвратился к своему первому учителю Е. Кропивницкому. Оскар Рабин так описывает этот период:
Сергей Герасимов меня взял на второй курс Суриковского института. Но жить было негде. Добиться общежития — невозможно. Чёрт знает, где жил и болтался. Месяца четыре поучился. Но разве это учёба? Кончилось тем, что пошёл работать — устроился под Москвой, на Долгопрудной, десятником по разгрузке вагонов. Там строилась водопроводная станция. Работали заключённые — не политические, а уголовные. Всякие — и убийцы, и блатные.Оскар Рабин, интервью газете «Известия».
С 1950 до 1957 года работал грузчиком на железной дороге, мастером на строительстве «Севводстроя». В 1950 году женился на Валентине Кропивницкой.
В конце 1950-х годов вместе с Е. Л. Кропивницким стал основателем неофициальной художественной группы «Лианозово». Весной 1957 года принял участие в III выставке произведений молодых художников Москвы и Московской области, где представил свои первые авангардистские работы:
Но его, как других, не устраивало рабское копирование реальности — все эти пейзажи и натюрморты. И однажды члены отборочной комиссии Молодёжной выставки увидели: тощий молодой человек в больших очках ставит у стены совершенно необычные холсты — на больших плоскостях было изображено… это были сильно увеличенные детские рисунки. Это было ни на что не похоже. Это были первые произведения поп-арта в России. Теперь это понятно. Но тогда смущённые вконец члены МОСХа всё-таки отобрали пару холстов. И выставили, не подозревая, что натурой художнику послужили рисунки его дочери Катечки.Генрих Сапгир: Лианозово и другие (группы и кружки конца 50-х).
Летом того же года участвовал в VI Всемирном фестивале молодёжи и студентов, где познакомился с Олегом Прокофьевым и Олегом Целковым. На приуроченной к фестивалю выставке произведений молодых художников Советского Союза получил почётный диплом за представленный натюрморт. Став лауреатом фестиваля, впервые получил возможность зарабатывать живописью, работая художником-оформителем на комбинате декоративно-прикладного искусства. Принял активное участие в Международной выставке изобразительного и прикладного искусства, проходившей в ЦПКиО им. А. М. Горького.
Тогда же начал зарабатывать продажей картин, устраивая публичные показы каждое воскресенье в собственной квартире. Среди покупателей — первые советские коллекционеры: Г. Костаки, А. Мясников, Е. Нутович, а также иностранные дипломаты и журналисты. Однако первый же иностранный покупатель, американский журналист, был задержан милицией, не успев даже донести картину до дома. В 1960 году Лианозово вошло в черту Москвы, но до этого момента большинство иностранцев не имело права покидать пределы Москвы, посещая квартиру Рабина. С присоединением Лианозова к Москве число иностранных покупателей стало расти. Одновременно началась острая критика Рабина и его окружения в советской прессе. Первым стал фельетон «Жрецы „помойки № 8“» в Московском Комсомольце:
Не говоря уже о том, что «произведения» Рабина вызывают настоящее физическое отвращение, сама тематика их — признак его духовной убогости.Роман Карпель. Жрецы «помойки № 8»
Пресса критиковала Рабина за очернение Советского Союза, депрессивность картин, подыгрывание буржуазным критикам социализма. По мнению М. Агурского: "Искусство Оскара всегда было невеселое. Он пытался эстетизировать мир бараков". 
В 1964 году работы Оскара Рабина впервые были представлены на зарубежной выставке. Это произошло в Лондоне, на групповой выставке «Аспекты современного советского искусства». В 1965 году владелец лондонской Grosvenor Gallery Эрик Эсторик организовал в своей галерее первую персональную выставку Рабина. На ней были представлены 70 работ художника. В это же время Рабин переехал из Лианозова в Москву.
В 1967 году вступил в Горком художников книги, графики и плаката. Принял участие в групповой выставке, подготовленной Александром Глезером на Шоссе Энтузиастов, однако выставку закрыли через два часа после открытия.
В конце 60-х Рабину удалось получить заказы на оформление нескольких поэтических книг («Сохрани весну» Владислава Фатьянова, «Забота» Тамары Жирмунской). В отличие от Эль Лисицкого или Виктора Пивоварова Рабин не смог сделать из иллюстрирования постоянный заработок, хотя неоднократно обращался в издательства в поиске заказов.
В 1969 году Городской комитет КПСС постановил, что любая выставка может быть разрешена только после просмотра руководством МОСХ. Именно тогда Рабин высказал идею выйти с картинами на улицу, вместо того чтобы устраивать официальные выставки. Осенью 1974 года Рабин стал инициатором и одним из главных организаторов известной выставки работ художников-нонконформистов в Битцевском лесопарке («Бульдозерная выставка»).
В воспоминаниях Владимира Немухина история возникновения замысла выставки связана с давлением на Рабина со стороны прокуратуры и КГБ.
Немухин предложил Рабину обратиться к властям с открытым письмом. Однако такой шаг мог привести только к тюремному сроку для художников. И тогда Рабин предложил устроить выставку на открытом воздухе, куда будут приглашены иностранные дипломаты и журналисты.
В поздних интервью Оскар Рабин так объяснял задачу выставки:
Было просто желание выставить свои картины, жить как художник, а не как техник на железной дороге — так приходилось жить мне, или, в лучшем случае, иллюстратор детских книг, как многие другие.Оскар Рабин, Интервью газете «Коммерсант»
В январе 1977 года Рабина задержали по обвинению в тунеядстве и посадили под домашний арест. После отказа эмигрировать в Израиль заменили домашний арест ночью в КПЗ. Через несколько дней Рабин получил предложение туристической визы в Европу и согласился уехать:
Для нас был важен сам принцип свободы передвижения: поехали по турвизе, свободно вернулись… Впрочем, я решил, что без Вали не поеду. Там сначала разозлились, а потом выдали три загранпаспорта.Оскар Рабин, интервью журналу «Итоги».
22 июня 1978 года, проведя 6 месяцев во Франции, Рабин получил приглашение из советского консульства. Генеральный консул зачитал художнику Указ Президиума Верховного Совета СССР: «лишить советского гражданства Рабина Оскара Яковлевича, в связи с тем, что его деятельность позорит звание советского гражданина».
Я спросил, нельзя ли получить копию указа. «Нет, — ответил консул, — указ ещё не опубликован, есть лишь текст полученной из Москвы телеграммы».Оскар Рабин, интервью журналу «Итоги».
Указ Президиума о лишении Рабина гражданства датирован 23 июня 1978 года. Советское гражданство Рабина было восстановлено Указом Президента СССР от 15.08.1990. Художник получил паспорт Российской Федерации в 2006 году. В 2007 году он написал картину c изображением российского паспорта с подписью Александра Авдеева, будущего министра культуры России, а тогда — посла Российской Федерации во Франции.
Дважды, в 2007 и 2010 годах, подписывал открытые письма в поддержку организаторов выставки «Запретное искусство — 2006»: куратора Андрея Ерофеева и бывшего директора Сахаровского центра Юрия Самодурова.
Персональные выставки Рабина проходили в Джерси-сити (1984), после падения Железного занавеса — в Москве (1991), Петербурге (1993) и других городах. Впоследствии он участвовал в юбилейной выставке на Гоголевском бульваре в 1995 году, посвященной 20-летию выставки живописи в павильоне "Пчеловодство" на ВДНХ вместе с Эдуардом Дробицким, Юлией Долгоруковой и другими художниками-нонконформистами.
В 2016—2017 году вошедшая в коллекцию Центра Помпиду картина Оскара Рабина «Эмигрантский натюрморт» (1990) открывала выставку «КОЛЛЕКЦИЯ!. Современное искусство в СССР и России: новый дар музею» в Центре Помпиду в Париже. Выставка состоялась благодаря поддержке Благотворительного фонда Владимира Потанина.
В апреле 2018 года в рамках ArtParisArtFair состоялась персональная ретроспективная выставка Оскара Рабина в Гран-Пале в Париже, приуроченная к 90-летнему юбилею художника и организованная французским агентством Russian Day. Выставка проходила при поддержке Государственного Русского Музея, в Санкт-Петербурге и Музея АЗ в Москве. На экспозиции были представлены новые произведения из мастерской Рабина, картины из собрания Катерины и Александра Усач, семейства Минчиных, а также из коллекции организатора выставки и директора агентства Russian Day Марка Ивасилевича.
Умер 7 ноября 2018 года во Флоренции накануне собственной выставки «Два пути» во Флорентийском филиале Санкт-Петербургского института живописи; на выставке должны были быть и несколько работ Татьяны Лысак-Полищук. Похоронен на кладбище Пер-Лашез.
Над каталогом-резоне, который будет включать все картины Рабина, написанные маслом, с 1990-х годов работает д-р Роберт Рабилизиров в Лондоне.  

## Критика
И стал Рабин «творить». Прислушаться бы ему вовремя к трезвому голосу товарищей, спросить бы себя самого: «А куда ты идешь, Оскар?» Но ему нужна была слава!
— Не поймут меня в родном отечестве — заявлял он, — найдутся те, кто поймет меня там.

«Там» — это на Западе. И в угоду «тем» он продолжал ляпать свои бредовые картины, отображая, как он говорил, самое «истинное и сокровенное» в мире.— «Московский Комсомолец» 29 сентября 1960 года

Смутный, перепуганный, неврастенический мирок встаёт в холстах художника. Скособоченные дома, кривые окна, селёдочные головы, измызганные стены бараков — всё это выглядело бы заурядной предвзятостью обывателя, если бы не было перемножено с многозначительной символикой бессмысленности.— «Советская культура» 14 июня 1966 года

В своих работах Рабин искажает образ нашего общества. Его работы отражают частные, уродливые, давно отжившие явления, ни в коей мере не характеризующие современную действительность. Они порочат завоевания советского народа, его культуру и быт. Творчество Рабина идёт вразрез с задачами советского изобразительного искусства, накладывает тень на советский строй.— «Московский художник» 26 мая 1967, статья «Не извращать советскую действительность»
Корреспондент «Коммерсанта» Анна Толстова замечает, что «в постперестроечные годы за Рабиным закрепилась репутация художника-борца, слишком политизированного и формально малоинтересного». Только с персональными выставками в наиболее значительных музеях (ГМИИ им. А. С. Пушкина, Третьяковской галерее) в 2000-х приходит художественная реабилитация Оскара Рабина.

## Работы Оскара Рабина на арт-рынке
По данным интернет-издания OpenSpace.ru и агентства Artprice в первом десятилетии XXI века росли как продажи работ Рабина, так и их стоимость:
| Год  | Оборот, тыс. € | Продано работ |
| ---- | -------------- | ------------- |
| 2003 | 8              | 4             |
| 2004 | 47             | 7             |
| 2005 | 58             | 6             |
| 2006 | 582            | 14            |
| 2007 | 1'427          | 28            |
| 2008 | 1'339          | 24            |

| Дата | Индекс цены, € |
| ---- | -------------- |
| 2005 | 100            |
| 2006 | 176            |
| 2007 | 314            |
| 2008 | 426            |
| 2008 | 441            |

## Семья
- Первая жена — художница Валентина Евгеньевна Кропивницкая (1924—2008), дочь художников Е. Л. Кропивницкого (1893—1979) и О. А. Потаповой (1892—1971).
  - Сын — художник Александр Рабин (1952—1994).
  - Дочь — Екатерина Кропивницкая (1949—2020).
- Вторая жена (с 2017 года) — художница Татьяна Александровна Лысак-Полищук.

## Работы находятся в собраниях
- Государственная Третьяковская галерея, Москва.
- Государственный Русский музей, Санкт-Петербург.
- Государственный центр современного искусства, Москва
- Московский музей современного искусства, Москва.
- ART4.RU, Москва.
- Музей «Другое искусство», Москва.
- Kolodzei Art Foundation, Хайланд-парк, Нью-Джерси, США.
- Музей Майоля, Фонд Дины Верни, Париж, Франция.
- Центр Помпиду, Париж, Франция.

## Персональные выставки
- 1965 — Grosvenor Gallery, Лондон, Англия[14]
- 1977 — Jacquester, Париж, Франция
- 1981 — Chantepierre Gallery, Обонн, Швейцария
- 1982 — Holts Halversens Gallery, Осло, Норвегия
- 1983 — Steink Gallery, Вена, Австрия
- 1984 — Музей русского искусства, Джерси-Сити, США
- 1984 — Marie-Thérèse Cochin Gallery, Париж, Франция
- 1985 — Miro & Spizman Gallery, Лондон, Англия
- 1985 — Holts Halversens Gallery, Осло, Норвегия
- 1986 — Eduard Nakhamkin Gallery, Нью-Йорк, США
- 1991 — Gallerie Marie-Thérèse, Париж, Франция
- 1991 — Государственный Литературный музей, Москва, Россия
- 1992 — Le Monde de l’Art Gallery, Париж, Франция
- 1993 — Государственный Русский музей, Санкт-Петербург, Москва, Россия[32]
- 1996 — Esch Theatre Gallery, Esch-sur-Alzette, Люксембург
- 1996 — Cultural Club of European Institutes, Люксембург
- 1996 — Mimi Ferzt Gallery, Нью-Йорк, США[33]
- 1998 — Mimi Ferzt Gallery, Нью-Йорк, США[33]
- 2001 — Mimi Ferzt Gallery, Нью-Йорк, США[33]
- 2001 — Eric de Montbel Gallery, Париж, Франция
- 2004 — Peter Nahum At The Leicester Galleries, Лондон, Англия
- 2007 — «Оскар Рабин. Валентина Кропивницкая. Александр Рабин. Живопись и графика из частных коллекций Москвы, Парижа, Дюссельдорфа», Государственный музей изобразительных искусств имени А. С. Пушкина, Москва, Россия
- 2008 — «Оскар Рабин. Три жизни. Ретроспектива», Государственная Третьяковская галерея, Москва, Россия
- 2008 — Musée d’art et d’archéologie du Périgord, Перигё, Франция
- 2009 — «Works on Paper», Mimi Ferzt Gallery, Нью-Йорк, США[33]
- 2010 — Монтиньи-ле-Мец, Франция
- 2010 — Galerie Dina Vierny, Париж, Франция
- 2013 — «Оскар Рабин. Графика 1950-х — 1960-х гг.», Мультимедиа Арт Музей, Москва, Россия
- 2015 — «Мне подарили Париж», Музей современного искусства Эрарта, Санкт-Петербург, Россия
- 2018 — , «Оскар Рабин. Ретроспектива к 90-летнему юбилею»,Музей Гран-Пале , Париж, Франция
- 2018 — Two ways, Florentine branch of the St. Petersburg State Academic Institute of Painting, Sculpture and Architecture named after I. Repin, Florence, Italy

## Групповые выставки
- 2016 — 2017 — , Centre Pompidou, Париж, Франция Kollektsia! Contemporary art in the USSR and in Russia, 1950—2000.

## Награды
- 1957 — Почетный диплом VI Всемирного фестиваля молодёжи и студентов[12].
- 2005 — Премия «Инновация», в номинации «За творческий вклад в развитие современного искусства»[34].
- 2013 — Орден Российской академии художеств «За служение искусству»[35].

## Видео
- Трейлер фильма на YouTube / «Валентина Кропивницкая: В поисках потерянного рая». Режиссёры: Евгений Цымбал и Александр Смолянский, 2015 (3 мин.)
- Оскар Рабин: Счастливый путь... на YouTube / Телеканал «Культура». Режиссёры: Татьяна Пинская, Александр Шаталов, 2011 (53 мин.)